# 調川駅
調川駅（つきのかわえき）は、長崎県松浦市調川町下免にある、松浦鉄道西九州線の駅である。
日本有数のアジとサバの水揚げ量で知られる松浦魚市場が駅近くにあることから「日本一のアジ・サバ水揚げ基地」の愛称が松浦鉄道によって付けられている。

## 歴史
- 1933年（昭和8年）6月25日：鉄道省伊万里線（後の松浦線）の駅として開設[1]。
- 1970年（昭和45年）10月1日：貨物・荷物扱い廃止[3]。無人駅化[4]。
- 1987年（昭和62年）4月1日：国鉄分割民営化に伴い、JR九州松浦線の駅となる[1]。
- 1988年（昭和63年）4月1日：第三セクター松浦鉄道への転換に伴い、同社西九州線の駅となる[1]。
- 2015年（平成27年）5月11日：駅愛称が「日本一のアジ・サバ水揚げ基地」に決定[2]。

## 駅構造
単式ホーム1面1線を有する地上駅。
無人駅。駅舎は無いが、待合室・トイレ・公衆電話が設置されている。

## 利用状況
近年の1日平均乗車人員の推移は以下の通り。
| 乗車人員推移 | 乗車人員推移 |
| 年度         | 1日平均人数  |
| ------------ | ------------ |
| 1998         | 87           |
| 1999         | 87           |
| 2000         | 112          |
| 2001         | 92           |
| 2002         | 101          |
| 2003         | 85           |
| 2004         | 75           |
| 2005         | 75           |
| 2006         | 74           |
| 2007         | 74           |
| 2008         | 55           |
| 2009         | 63           |
| 2010         | 62           |

## 駅周辺
松浦市調川町中心部に近いが、駅は表通りから奥に入った所になり、住宅は多くない。北側の海沿いには松浦地方卸売市場（松浦魚市場）と関連する施設や工場が広がる。
- 松浦市立調川中学校
- 松浦市立調川小学校
- 松浦市役所調川支所
- 松浦地方卸売市場 - 松浦魚市場がある。

## エピソード
1943年4月5日夕方、当駅で脱線事故が発生した。引込線から引上げて来た貨物列車が分岐器付近で脱線したもので、事故自体は大きなものでは無かったが、本線運行に支障が出るため大急ぎで復旧作業に取掛かった。しかし既に辺りは真っ暗であったことに加え、警戒警報（空襲警報）と燈火管制の影響で灯りを灯すことが出来ず、作業が全くはかどらなかった。このため当時の丸山七郎駅長は悩んだ末に灯りを灯し作業を完了させたが、その行為が近くの山上にあった軍の監視所に確認されてしまった。丸山駅長はその後、この事故と軍命令違反の責任をとって自らの出発合図で発車する機関車に飛込み自殺した。
この報は直ぐに上部へ伝わり、八田嘉明鉄道大臣から遺族に異例の称頌状と弔慰金が下付された。また国鉄職員で結成する国有鉄道門司地方奉公会と当時の調川村長の呼掛けにより、当時の額で約17,280円もの募金が集まり、養育費として遺族に贈られた他、その一部を使って1945年5月、駅構内に円柱状の称頌碑が立てられた。
国鉄時代、有人駅であった頃には毎年、駅職員が花を手向け、丸山駅長を慰霊する光景が見られたと言う。

## 隣の駅
松浦鉄道
■西九州線
前浜駅 - 調川駅 - 松浦駅